# مقاطعة بتنام (أوهايو)
مقاطعة بتنام (بالإنجليزية: Putnam County)‏ هي إحدى مقاطعات ولاية أوهايو في الولايات المتحدة الأمريكية.

## أعلام
- جورج واشنطن سميث
- فرانك هيرمان أولبرايت